# 히가시구 (오카야마시)
히가시구(일본어: 東区 히가시쿠[*])는 2009년 4월 1일에 설치된 일본 오카야마현 오카야마시의 4개 행정구 중 하나이다. 햣켄강 동쪽의 시 동부 구역(구 아카이와군 세토정도 포함)에 해당한다.

## 지리
히가시구는 구 사이다이지시·조토정·세토정으로 이루어져 있고 구역의 서단을 나카구와의 경계를 이루는 햣켄강이, 중앙을 1급 하천인 요시이강이 관류하고 있다. 또 북서부에는 게시산을 포함한 산들이 우뚝 솟아 있고 남부는 고지마만, 세토 내해와 접하며 시내의 유일한 유인도인 이누지마섬이 있다.
구의 중심은 사이다이지의 몬젠마치로 번창한 사이다이지 지구이며 현재도 주택이 늘어서 시내에서도 비교적 인구가 집중되어 있는 지구이다. 사이다이지 지구는 일본 3대 기제의 하나로 꼽을 수 있는 사이다이지 회양(슈니에)을 하는 것도 유명하다. 북동부 조토 지구·세토 지구에서는 토마토와 포도 등의 재배가 번성하고 양호한 자연 환경을 갖고 있다.

## 역사
현재의 히가시구 지역 가운데 사이다이지 지구는 무로마치 시대에 걸쳐 비젠국의 상업 중심지였던 후쿠오카(현 세토우치시 오사후네정)와 가까워 요시이강을 항행하는 양륙장이자 751년에 건립되었다고 전해지는 사이다이지의 몬젠마치로 번창하였다.
센고쿠 시대 이후 비젠국을 장악해 오카야마번주가 되는 우키타씨가 본거지를 오토고성터, 가메야마성터에 두고 있었다. 에도 시대에는 4대 오카야마 지방 영주 이케다 쓰나마사의 명을 받은 쓰다 나가타다에 의해서 고지마 신전과 오키 신전이 개발되었다. 또 북부에는 산요도가 지나며 후지이 지구에는 역참 마을이 형성되어 현재도 그 모습을 간직한 건물이 존재한다.
메이지 시대 이후 사이다이지 지구에 방적 공장이 조업을 개시했고 경편 철도인 사이다이지 철도의 개통과 함께 경공업 지구로 번창하게 되었다. 전후 1953년에 11개 정촌이 합병해 사이다이지시가 탄생하였다. 1962년에는 국철 아코선이 개통했고 그 영향으로 사이다이지 철도가 폐선되었지만 이후 국도 250호선 오카야마 블루 하이웨이(현 오카야마 블루 라인), 국도 2호선 오카야마 우회도로 등이 연달아 개통해 교통의 편리함이 향상되어 주변의 택지화가 진행되었다.

## 교통

### 철도
- 서일본 여객철도
  - 산요 본선
  - 아코선

### 도로
- 국도 2호선
- 국도 제250호선 (일본)(일본어판)